# 넷바이브스
넷바이브스(Netvibes)는 웹 서비스를 제공하는 프랑스 회사이다.

## 활동
- 브랜드 모니터링 – 미디어 소스 전반에 걸쳐 클라이언트, 고객 및 경쟁사를 한 곳에서 추적하고, 제3자 보고 도구를 사용하여 실시간 결과를 분석하고, 브랜드 클라이언트를 위한 미디어 모니터링 대시보드를 제공한다.
- 전자 평판 관리 – 실시간 온라인 대화와 소셜 활동 온라인 피드를 시각화하고 새로운 트렌드 주제를 추적한다.
- 제품 마케팅 – 드래그 앤 드롭 게시 인터페이스를 사용하여 대화형 제품 마이크로사이트를 만든다.
- 커뮤니티 포털 – 온라인 커뮤니티 참여
- 개인화된 작업 공간 – 특정 부서(예: 영업, 마케팅, 인사) 및 현지화를 지원하기 위해 모든 필수 회사 업데이트를 수집한다.